# Igla-Annäherungssystem

Zeichnung eines Sojus-Raumschiffs mit IGLA-Annäherungssystem

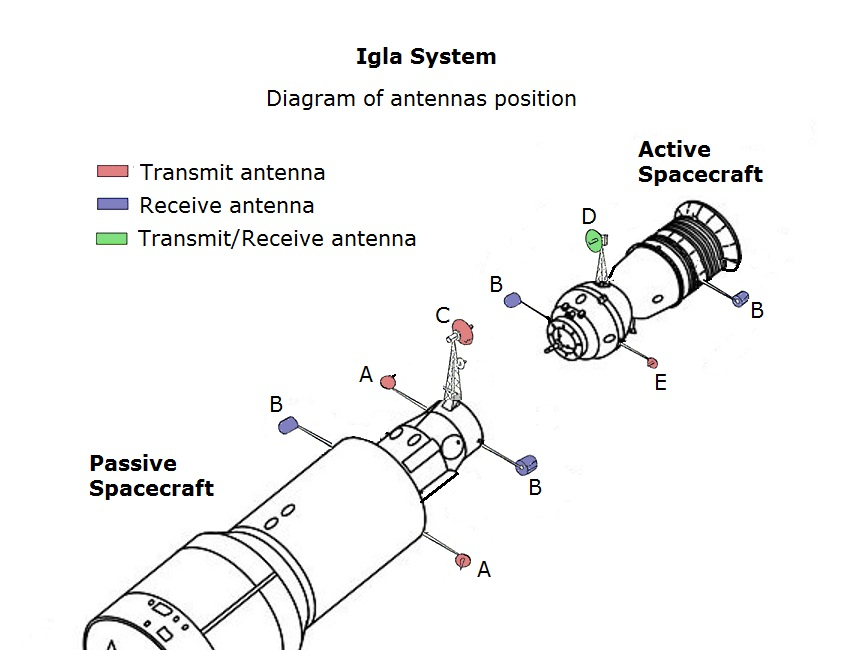
Antennen des IGLA-Systems (englisch)

Das IGLA-Annäherungssystem (russisch Игла „Nadel“) war ein sowjetisches Telemetriesystem für automatische Dockingmanöver von Sojus-Raumschiffen.
Die ersten Prototypen wurden 1965 hergestellt. Am 30. Oktober 1967 fand mit Kosmos 186 und 188 das erste automatische Andockmanöver zweier unbemannter Sojus-Raumschiffe statt.
Es gab allerdings auch Probleme. So erfasste das Igla-System bei Sojus 8 am 14. Oktober 1969 das Ziel Sojus 7 nicht richtig, so dass die geplante Kopplung nicht durchgeführt werden konnte. Die Mission Sojus 15 wurde am 26. August 1974 abgebrochen, als das Igla-System beim Andockmanöver an die Raumstation Saljut 3 versagte. Ein manuelles Andocken war nicht eingeplant, so dass Sojus 15 zur Erde zurückkehren musste.
Saljut 5, die am 22. Juni 1976 gestartet wurde, war mit einem verbesserten Igla-System ausgestattet. Trotzdem hatte Sojus 21 am 6. Juli 1976 Probleme beim automatischen Andockmanöver, konnte jedoch manuell andocken. Bei Sojus 23 misslangen am 16. Oktober 1973 sowohl die automatischen als auch die manuellen Andockversuche an Saljut 5 und das Raumschiff musste zur Erde zurückkehren.
Das Nachfolgesystem Kurs kam ab 1987, erstmals mit Sojus TM-2, zum Einsatz.